# Onesia tariensis
Onesia tariensis är en tvåvingeart som beskrevs av Kurashashi 1987. Onesia tariensis ingår i släktet Onesia och familjen spyflugor. Inga underarter finns listade i Catalogue of Life.